# Subastas en la Antigua Grecia
Las subastas son eventos en los que los bienes se venden a través de un proceso de licitación abierta entre varios compradores, el mejor postor recibe el bien. Tales eventos eran populares y comunes en la Antigua Grecia y luego serían adoptados por los romanos, así como por otras sociedades helenísticas. En una subasta pública se vendían bienes pertenecientes al Estado, mientras que en las privadas se vendían bienes pertenecientes a particulares y la identidad del vendedor era privada. Entre los bienes que a menudo se vendían en subastas incluyen tierras, la capacidad de recaudar impuestos, esclavos, bienes incautados y herencias. Las subastas han progresado hasta convertirse en el emocionante evento que conocemos hoy a partir de una historia muy larga que comenzó en la antigua Grecia.

## Subastas públicas y privadas
Existían dos tipos de subastas en la antigua Grecia. En una subasta pública se vendían bienes pertenecientes al gobierno y se hacía pública la identidad del vendedor. Estas subastas también eran organizadas por funcionarios públicos. A veces, estos funcionarios estaban más estrechamente afiliados a las fuerzas armadas y, en ocasiones, eran autoridades civiles. Este tipo de subastas se utilizaron a menudo como una forma rápida y fácil de recaudar fondos para equilibrar el presupuesto del gobierno. Por lo general, las subastas públicas eran utilizadas para satisfacer los gastos recurrentes normales en lugar de gastos extraordinarios como guerras, proyectos de obras públicas o escasez de alimentos. También resultaron útiles como mecanismo para recaudar impuestos. En Atenas, en el lugar de un brazo administrativo con el propósito expreso de recaudar impuestos, había un sistema de recaudación de impuestos a través de la subasta pública. Los recaudadores (telonai) tomarían los impuestos en lugar de los funcionarios del gobierno. Las subastas públicas también fueron utilizadas por el gobierno como un medio de castigo. Si alguien mantenía un mal uso o se apropiaba indebidamente de la propiedad pública, en ocasiones algunos o todos sus bienes serían confiscados por el gobierno y vendidos a través de una subasta pública. También se utilizaron como una herramienta política para conquistar o controlar el poder dentro de la polis, especialmente durante el reinado de un tirano.  Igualmente podrían usarse para dominar y degradar a quienes se oponían al régimen actual y recompensar a quienes lo apoyaban. 
En una subasta privada, no se hacía pública la identidad del vendedor y los bienes en venta pertenecían a particulares. Este tipo de subastas eran un aspecto importante de la gestión patrimonial, ya que las herencias se vendían comúnmente en subastas privadas. A su vez también contribuyeron al estatus de comprador dentro de la sociedad griega y la calidad de los bienes de una propiedad podría contribuir a la estima del comprador.

## Procedimiento
Cualquiera que quisiera vender en una subasta tendría que hablar con el oferente público, también conocido como praeco, sobre el asunto. La subasta se anunciaría entonces tanto por escrito como oralmente a través del praeco o el keryx. El praeco también actuaría como subastador durante la propia subasta y recibiría una comisión del precio de venta por sus problemas.  Los cajeros o coactores daban el dinero a los vendedores.  A diferencia de Italia, los cambistas o argentarii no se utilizaron en Grecia. Sin embargo, los bancos se involucraron en el proceso entre los siglos II y III a. C.

## Bienes comúnmente vendidos
Las subastas públicas a menudo vendían derechos sobre préstamos impagos, tierras públicas y otros bienes de tipo público, incautados a enemigos conquistados, confiscados a quienes debían impuestos al gobierno y de exiliados y convictos. La recaudación de impuestos también se vendía a menudo mediante subastas públicas. Los prisioneros de guerra también se vendieron como esclavos mediante subasta pública. En las subastas privadas, a menudo se vendían bienes como tierras, herencias, cultivos, casas, esclavos y ganado.  También se utilizaron como un medio para transmitir la riqueza a través de un legado.